# Znacznik czasu
Znacznik czasu, stempel czasowy – dane, dzięki którym można określić moment, w którym zaszło określone zdarzenie.